# Hans Mock
Johann « Hans » Mock (né le 9 décembre 1906 à Vienne et mort le 22 mai 1982) était un joueur de football autrichien et par la suite allemand.

## Biographie

### Club
Il commence sa carrière en 1924 dans le club autrichien du FC Nicholson où il reste jusqu'en 1927. Il va ensuite rejoindre l'Austria Vienne où il reste jusqu'en 1942.

### International
Il commence tout d'abord par jouer pour son pays d'origine, l'Autriche où il joue 12 matchs entre 1929 et 1937.
À la suite de l'annexion du pays par l'Allemagne d'Adolf Hitler, il fait ensuite partie de l'effectif allemand et joue cinq fois entre 1938 et 1942. Il participe notamment à la coupe du monde 1938 en France.